# Livre Guinness des records
Pour les articles homonymes, voir Guinness (homonymie).
Le Livre Guinness des records (en anglais : The Guinness Book of Records) est un livre de référence, publié une fois par an et recensant une collection de records du monde reconnus au niveau international, qui sont à la fois des prouesses humaines et des extrêmes naturels.

## Histoire
Le 10 novembre 1951, Hugh Beaver, alors directeur général de la brasserie Guinness, participa à une chasse dans le North Slob (en), près de la rivière Slaney, dans le comté de Wexford, en Irlande. Après avoir raté un coup de feu contre un pluvier doré, il s'est impliqué dans une controverse concernant le gibier à plumes le plus rapide d'Europe, le pluvier doré ou le tétras lyre (c'est le pluvier). Ce soir-là, à Castlebridge House, il réalisa qu'il était impossible de confirmer dans les ouvrages de référence si le pluvier doré était ou non le gibier à plumes le plus rapide d'Europe. Beaver savait qu'il devait y avoir de nombreuses autres questions débattues chaque soir dans des pubs d'Irlande et de l'étranger, mais il n'existait aucun livre au monde permettant de répondre aux questions et de régler les litiges. Il s'est alors rendu compte qu'un livre fournissant les réponses à ce type de question pourrait avoir du succès. 
L'idée de Beaver est devenue réalité lorsque Christopher Chataway, employé de Guinness, lui a recommandé deux amis d'université Norris et Ross McWhirter, qui dirigeaient une agence d'enquête et documentation à Londres. Les frères jumeaux ont été chargés de compiler ce qui est devenu le Livre Guinness des records en août 1954. Un millier d'exemplaires furent imprimés, à l'origine pour être distribués gratuitement à titre publicitaire aux pubs qui vendaient de la bière Guinness.
Après la création du Livre Guinness des Records au 107 Fleet Street, à Londres, la première édition de 198 pages est reliée le 27 août 1955 et figure en tête de la liste des best-sellers britanniques à Noël. L'année suivante, il est lancé aux États-Unis et vendu à 70 000 exemplaires. Depuis lors, Guinness World Records est devenu un record en soi. Avec des ventes de plus de 100 millions d'exemplaires dans cent pays différents et dans 37 langues, Guinness World Records est le livre sous copyright le plus vendu au monde à ce jour.
En France, en 1962, une adaptation du livre des records est publiée sous le nom Le Livre des extrêmes, en coédition Guinness-Hachette. Treize ans plus tard, en 1975, le premier livre des records arrive en France qui s'appelle Le livre des records ; il est depuis cela publié tous les ans. En 1981, le livre change de nom pour Le livre Guinness des records. En 1999, le livre fut rebaptisé Guinness World Records, puis Le mondial des records en 2007, et enfin depuis 2010, il est à nouveau nommé Guinness World Records.
Depuis 2005 est organisée chaque 10 novembre la journée du Guinness World Records qui consiste à recenser et à réaliser des tentatives de records du monde.

## Polémique
Le Livre Guinness des records a été la cible de critiques dans l’émission Last Week Tonight With John Oliver pour la certification de records payés par des entreprises à des fins publicitaires, comme General Mills pour la réalisation du plus long alignement de tacos. Selon le programme, le Livre Guinness des records facturerait entre 12 000 et 500 000 dollars pour concevoir et superviser des records. L’émission accuse également le Livre Guinness des records d’offrir ses services à des autocrates comme le président turkmène Gurbanguly Berdimuhamedow. Le Livre Guinness des records réfute ces accusations et affirme que ces critiques ne sont que la conséquence de leur refus de certifier le record de John Oliver pour le plus grand gâteau au monde.

## Certificats
Les certificats sont donnés à la suite de la réussite d'un record, accompagné par une médaille[réf. nécessaire].

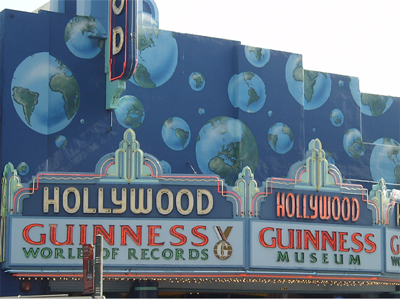
Guinness Museum à Hollywood, Los Angeles.

### Musées
En 1976, à la suite du succès du livre, un musée est créé à New York dans l'Empire State Building. Ce premier musée est fermé par la suite, mais il existe maintenant plusieurs Guinness Museum notamment aux États-Unis à San Antonio et Hollywood ; au Canada à Niagara Falls ; et à Tokyo et Copenhague.

### Émissions télévisées
Dans le monde, nombre d'émissions télévisées sont consacrées aux records du monde. En Australie, des émissions de ce genre incluent Australia's Guinness World Records et Australia Smashes Guinness World Records. En Italie, Lo show dei record ; en Espagne, El show de los récords et Guinness World Records ; en Angleterre Record Breakers, Guinness World Records UK, et Guinness World Records Smashed ; au Portugal : Guinness World Records Portugal ; en Pologne, NZ Smashes Guinness World Records et Światowe Rekordy Guinnessa 2009.
En France, toutes les émissions des records diffusées à la télévision française depuis 1986 sont par ordre chronologique :
- Record (1986) sur La Cinq ;
- L'Émission des records (1999-2002) sur TF1 ;
- L'Été des records (2001) sur TF1 ;
- L'Été de tous les records (2003-2005) sur France 3 ;
- 50 ans, 50 records (2004) sur France 3 ;
- La Nuit des records (2006) sur France 2 ;
- Le Monde des records (2008-2010) sur W9 ;
- Les Trésors du livre des records (2015-2017) sur Gulli ;
- Des records incroyables mais vrais ! (2017) sur C8.